# ناثان كلفرلي
ناثان كلفرلي (بالإنجليزية: Nathan Cleverly)‏ مواليد 17 فبراير 1987 في ويلز، هو ملاكم محترف ويلزي. حقق بطولة رابطة الملاكمة العالمية وبطولة منظمة الملاكمة العالمية.

## إحصائيات
خاض خلال مسيرته 33 نزالا، فاز في 30 وخسر في 3. فاز بالضربة القاضية في 16 نزالا.

## روابط خارجية
- ناثان كلفرلي على موقع بوكس ريك (الإنجليزية) (registration required)